# Identidade sexual
Identidade sexual ou identidade de orientação sexual é como alguém classifica a sua orientação sexual ou sua sexualidade. Identidade sexual e comportamento sexual estão intimamente relacionados à orientação sexual, mas são distintos, com identidade referente à concepção individual da orientação sexual, comportamento referente aos relacionamentos sexuais do indivíduo e orientação sexual referente às atrações, sejam sexuais ou românticas por certo(s) sexo(s) ou gênero(s).
Modelos históricos de identidade sexual tendem a ver sua formação como um processo passado apenas por pessoas lésbicas, gays ou bissexuais, enquanto modelos mais contemporâneos veem o processo como muito mais universal e tentam apresentar a identidade sexual dentro do escopo mais amplo de outras principais teorias e processos de identidade.

## Definições e identidade
A identidade sexual foi descrita como um componente da identidade de um indivíduo que reflete seu autoconceito sexual. A integração dos respectivos componentes de identidade (por exemplo, moral, religiosa, étnica, ocupacional) em uma identidade geral maior é essencial para o processo de desenvolvimento da construção multidimensional da identidade.
A identidade sexual pode mudar ao longo da vida de um indivíduo e pode ou não se alinhar com o típico do seu comportamento sexual ou da sua orientação sexual. Em um estudo de 1990 da Organização Social da Sexualidade, apenas 16% das mulheres e 36% dos homens que relataram algum nível de atração pelo mesmo sexo tinham uma identidade sexual homossexual ou bissexual.
A identidade sexual está mais intimamente relacionada ao comportamento sexual do que a orientação sexual. A mesma pesquisa constatou que 96% das mulheres e 87% dos homens com identidade homossexual ou bissexual haviam praticado atividade sexual com alguém do mesmo sexo, em contraste com 32% das mulheres e 43% dos homens que tinham atração pelo mesmo sexo. Ao analisar os resultados, a organização comentou: "O desenvolvimento da auto-identificação como homossexual ou gay é um estado psicológico e socialmente complexo, algo que, nesta sociedade, é alcançado apenas ao longo do tempo, geralmente com considerável luta pessoal e insegurança, para não mencionar desconforto social."

## Modelos de desenvolvimento da identidade sexual
Vários modelos foram criados para descrever o surgimento como um processo para o desenvolvimento da identidade sexual homossexual, lésbica ou gay, ou bissexual (LGB) (por exemplo, Dank, 1971; Cass, 1984; Coleman, 1989; Troiden, 1989). Esses modelos históricos consideraram a formação da identidade sexual apenas como um processo das pessoas homossexuais e bissexuais. No entanto, nem todas as pessoas homossexuais e bissexuais seguem esse modelo. Por exemplo, alguns jovens homossexuais ou bissexuais tomam conhecimento e aceitam seus desejos do mesmo sexo ou gênero na puberdade, de maneira semelhante à que adolescentes heterossexuais tomam conhecimento de orientação sexual, ou seja, livres de qualquer noção de diferença, estigma ou vergonha em termos das pessoas para quem elas são atraídas. Modelos mais contemporâneos assumem a posição de que é um processo mais universal. Modelos atuais para o desenvolvimento da identidade sexual tentam incorporar outros modelos de desenvolvimento da identidade, como os status de identidade do ego de Marcia.
O modelo de identidade Cass, estabelecido por Vivienne Cass, descreve seis estágios distintos transitados por indivíduos que saem com sucesso: (1) confusão de identidade, (2) comparação de identidade, (3) tolerância de identidade, (4) aceitação de identidade, (5) identidade de orgulho e (6) síntese de identidade. O modelo de Fassinger de desenvolvimento da identidade de gays e lésbicas contém quatro estágios no nível individual e de grupo: (1) conscientização, (2) exploração, (3) aprofundamento/comprometimento e (4) internalização/síntese.
Alguns modelos de desenvolvimento de identidade sexual não usam estágios discretos e ordenados, mas conceituam o desenvolvimento de identidade como consistindo em processos de identidade independentes. Por exemplo, o modelo de D'Augelli descreve seis processos de identidade independentes não ordenados: (1) saída da identidade heterossexual, (2) desenvolvimento do status de identidade LGB pessoal, (3) desenvolvimento de uma identidade social LGB, (4) criação de um filho LGB, (5) Desenvolvendo um status de intimidade LGB e (6) entrando em uma comunidade LGB.
O Modelo Unificador de Desenvolvimento de Identidade Sexual é atualmente o único modelo que incorpora o desenvolvimento de identidade heterossexual em seus status para incluir heterossexualidade obrigatória, exploração ativa, difusão, aprofundamento e compromisso com status e síntese.
Os modelos contemporâneos veem a formação da identidade sexual como um processo universal, e não como uma minoria sexual, na medida em que não são apenas as minorias sexuais que passam pelo desenvolvimento da identidade sexual, mas também as populações heterossexuais. Pesquisas mais recentes apoiaram essas teorias, tendo demonstrado que as populações heterossexuais exibem todos os status de Marcia no domínio da identidade sexual.

## Orientação sexual sem rótulo
A orientação sexual não rotulada é quando um indivíduo escolhe não rotular a sua orientação sexual. Essa identificação pode resultar da incerteza de alguém sobre sua orientação sexual ou sua falta de vontade de se adaptar a uma identidade sexual, porque elas não gostam necessariamente de rótulos ou desejam se sentir livres em suas atrações, em vez de se sentirem forçadas a uma, outra ou todas as atrações por causa de sua identidade sexual. Identificar-se desta forma também pode ser devido à "falta de vontade de alguém em aceitar seu status de minoria sexual." Como não rotular é a decisão intencional de nenhuma identidade sexual, é diferente da bissexualidade ou de qualquer outra identidade sexual. Aqueles que não têm rótulos têm maior probabilidade de ver a sexualidade como menos estável e mais fluida, e tendem a se concentrar mais na “pessoa, não no sexo ou gênero”.
É relatado que algumas mulheres que se identificam desta forma o fizeram porque são incapazes ou incertas sobre os tipos de relacionamentos que terão no futuro. Como tal, essa divergência em relação às identidades sexuais poderia permitir que uma pessoa pudesse realizar mais plenamente a orientação sexual "verdadeira" porque as liberta da pressão de gostar e de se sentir atraída por quem a sua identificação sexual determina que deveria gostar.